# 美江寺村
美江寺村（みえじむら）は、かつて岐阜県本巣郡に存在した村である。
現在の瑞穂市美江寺に該当する。
この地域は条里制での美濃国十六条であった。奈良時代にこの地に美江寺が創建されたことから、時期は不明だが美江寺村に改称されたと推測される。美江寺が1549年（天文8年）に現在の岐阜市に移転した後も、地名として美江寺が残った。
中山道の宿場の美江寺宿のある村であった。

## 歴史
- 1637年（寛永14年） - 中山道の宿場として美江寺宿が開設される。江戸時代は天領であった。
- 1889年（明治22年）7月1日 - 町村制により美江寺村が発足。
- 1897年（明治30年）4月1日 - 重里村、十七条村、十八条村と合併し、船木村となる。同日美江寺村は廃止。

## 教育
- 美江寺尋常高等小学校（現・瑞穂市立中小学校）

## 神社・仏閣
- 美江神社